# Provincia di Negros Occidental
Negros Occidental è una provincia filippina situata nella regione di Visayas Occidentale. Occupa la metà nord-occidentale dell'isola di Negros che divide con la provincia di Negros Oriental. Il suo capoluogo è Bacolod.

## Geografia fisica

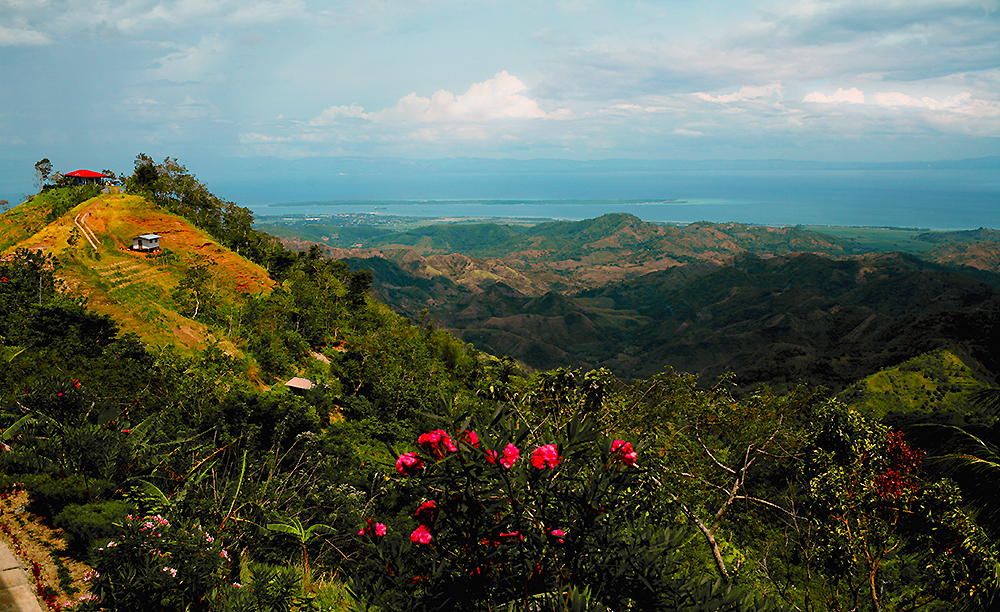
Panorama della parte interna di Negros Occidental; sullo sfondo lo stretto di Tañon

L'isola di Negros è al centro dell'arcipelago delle Visayas, la macroregione centrale delle Filippine. È amministrativamente divisa tra due province appartenenti a due distinte regioni. La provincia di Negros Occidental occupa la metà nord-occidentale dell'isola che è attraversata in obliquo da un confine tracciato nella zona montuosa interna, che la separa dalla provincia di Negros Oriental e dalla regione di Visayas Centrale. Nella parte montuosa spicca il vulcano Kanlaon, tipo di stratovulcano attivo che provoca frequenti movimenti tellurici alternati ad attività esplosive, l'ultima delle quali nel 2006.
Con esclusione della zona più interna, occupata da montagne discretamente elevate, la provincia presenta un paesaggio con ampie pianure e dolci colline. La costa nord-orientale si affaccia sullo stretto di Tañon oltre il quale si trova l'isola di Cebu. La costa nord-occidentale fronteggia per un lungo tratto l'isola di Panay quindi, procedendo verso sud, l'isola di Guimaras e il golfo di Panay. La costa meridionale si affaccia sul Mare di Sulu.

## Storia
La provincia di Negros Occidental fu una delle ultime a essere create durante la dominazione spagnola: fu infatti solo nel 1890 che dalla preesistente provincia di Negros, che occupava l'intera isola, venne staccata l'attuale Negros Occidental.
Della storia dell'isola precedente l'arrivo degli spagnoli non si conosce praticamente nulla, se non che il nome era Buglas, sostituito poi nel 1569 da frate Andrés de Urdaneta con quello attuale per via del fatto che l'area era abitata dai Negritos, una popolazione scura di pelle e dai capelli crespi che costituiva gli abitanti indigeni.
A differenza di altre aree delle Filippine, ai tempi degli spagnoli l'intera isola di Negros doveva apparire scarsamente popolata, e in particolare nella parte di Negros Occidental solo due erano i centri nativi di una certa consistenza, Ilog e Binalbagan successivamente elevati dagli spagnoli al rango di città con la costruzioni di conventi rispettivamente nel 1584 e nel 1575. Le cronache riportano che nell'anno 1599 l'isola fu attaccata dai pirati Moro provenienti da Mindanao che rasero al suolo e bruciarono tutti i villaggi allora esistenti.
Fino all'anno 1734 l'isola di Negros era amministrativamente parte della provincia di Iloilo con la parte dell'attuale Negros Occidental e di Cebu con l'attuale Negros Oriental; in quell'anno l'isola divenne distretto militare con capitale Ilog, poi spostata presso Himamaylan e poi a Bacolod, l'attuale capitale, nel 1849.

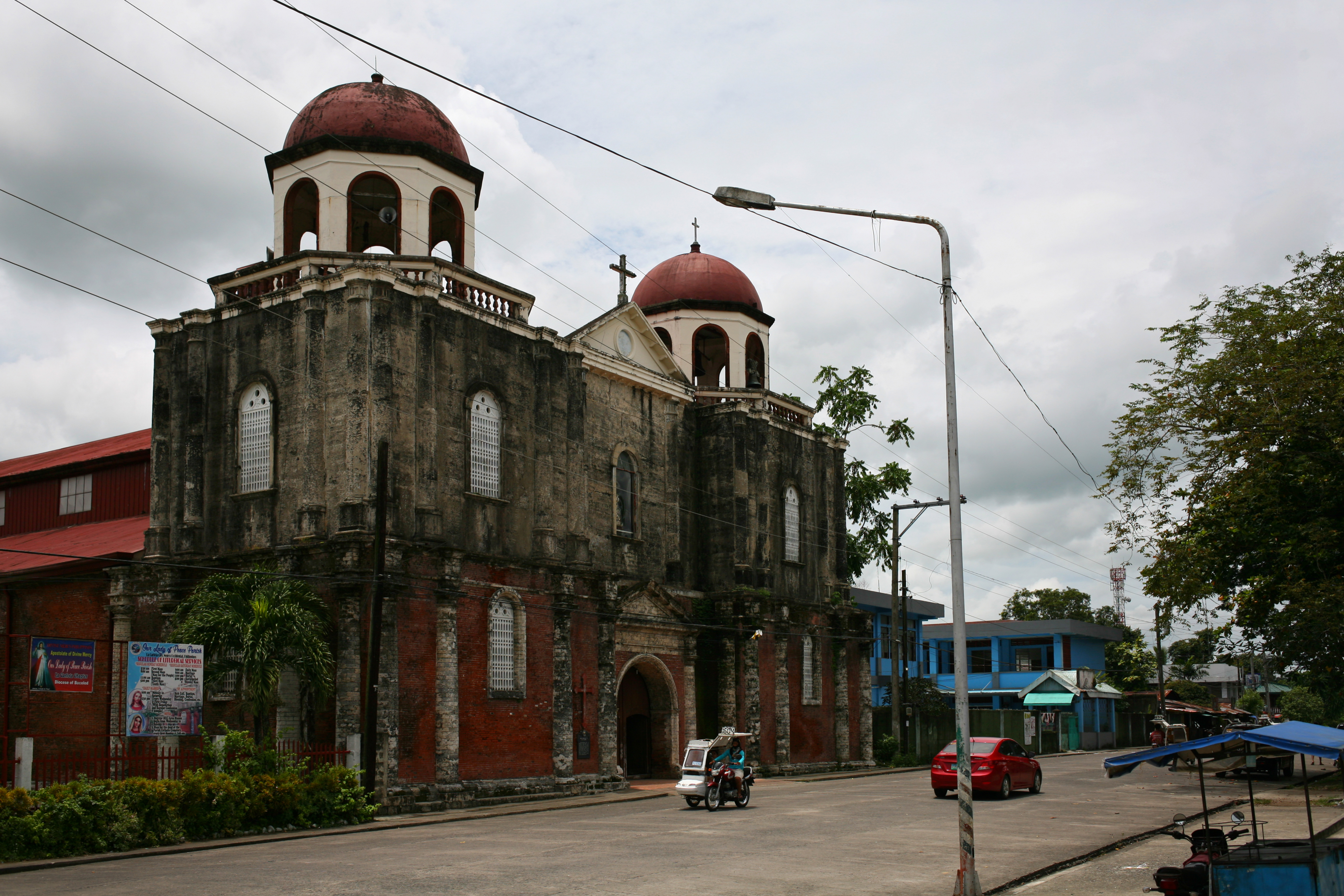
La chiesa di La Carlota

Il 1849 fu un anno decisivo nello sviluppo della regione, allorquando divenne governatore dell'isola l'ormai settantenne Manuel Valdivieso Morquecho che, con l'appoggio del Governatore Claverìa fu il promotore dello spostamento della capitale a Bacolod; sotto il governatorato del Morquecho l'isola di Negros e in particolare la parte occidentale visse un periodo di grande sviluppo sociale ed economico: furono tracciati i confini amministrativi di paesi e borghi, prima solo poche abitazioni sparse nelle foreste, furono create parrocchie e villaggi, fra i quali si ricordano, fra gli altri, gli ancora esistenti Toboso, Salamanca, Lemery (oggi barangay di Calatrava), Escalante, Argüelles (oggi Sagay), Cadiz Nuevo, e Cadiz Viejo, Murcia, Valladolid, La Carlota, Pontevedra.
Nel 1856 Negros venne elevata al rango di provincia militare-politica con don Emilio Saravia Governatore: sotto il suo governatorato Negros visse periodi di grande progresso, con la fondazione delle città di San Isidro, San Carlos e Calatrava nell'attuale Negros Occidental: il periodo di florida ricchezza spinse molte genti dalle provincie vicine di Antique, Provincia di Capiz e Cebu a trasferirsi in Negros Occidental, portando in breve la popolazione residente dai 18 000 del 1850 ai circa 148 000 dell'anno 1887.

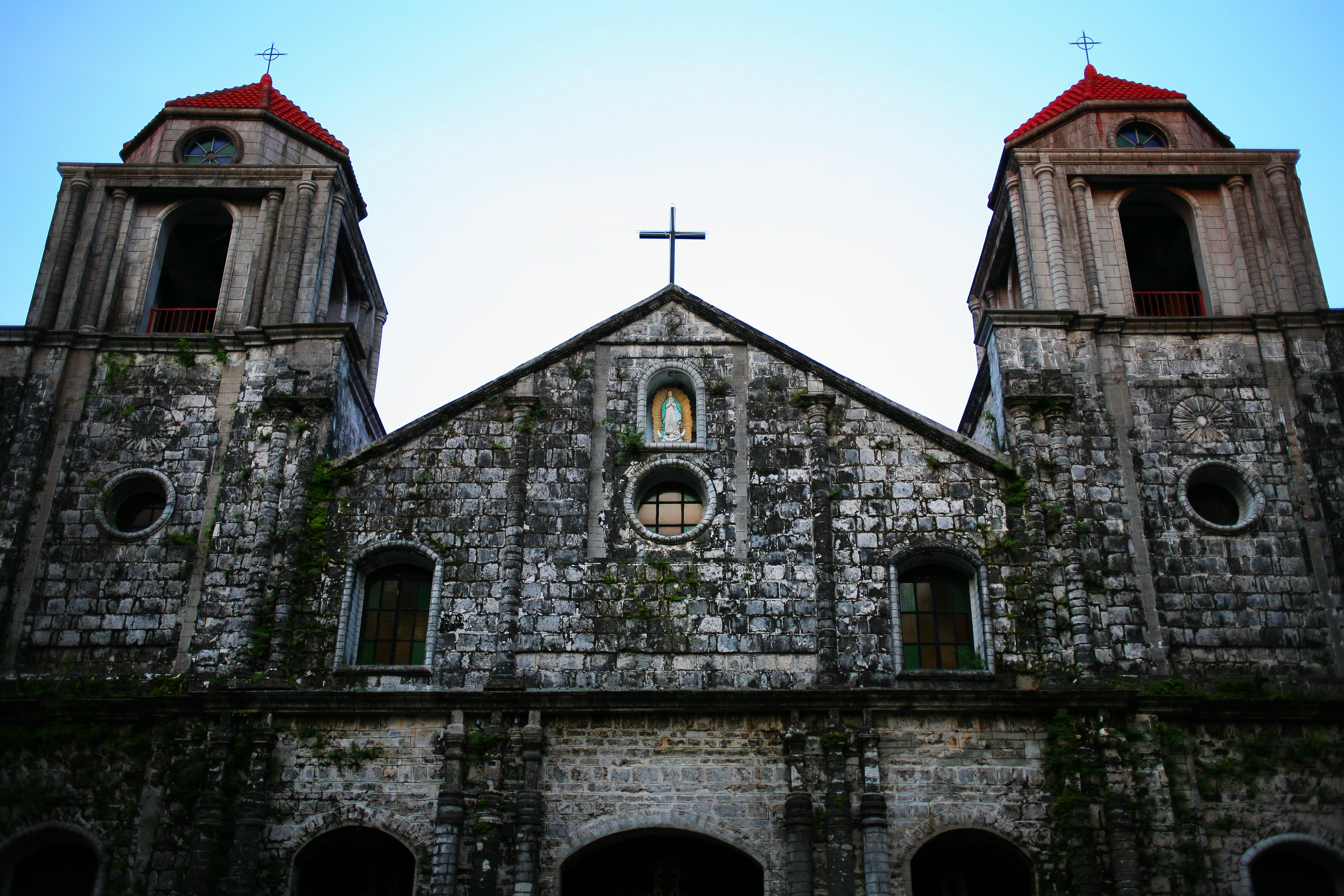
La facciata di Nuestra Señora de Guadalupe di Valladolid, 1877

Sempre per via della crescita economica della provincia, altre città sorsero in Negros Occidental: nel 1860 vennero fondate le importanti città di Saravia, oggi Enrique B. Magalona, Escalante e Valladolid; contemporaneamente ebbe grande sviluppo la coltivazione della canna da zucchero, che godette dell'apertura verso l'estero dei porti delle vicine città di Iloilo e di Cebu.
Nel 1860 e 1861 videro la nascita le grandi haciendas di San Ildefonso de Minuluan, di Silay e di Vista-Alegre impiantate dalle grandi famiglie di hacienderos spagnoli che ancora oggi qui operano. In particolare Simeon Ledesma e Lucio Lacson, di sangue cinese e provenienti dalla vicina Jaro, sull'isola di Panay, giunsero a Silay e impiantarono grandi haciendas a Bagacay e Binonga seguiti a breve da altre famiglie di Iloilo: Locsin, de la Rama e Jalandoni. In quei due anni vennero impiantati i primi mulini a vapore per canna da zucchero che el 1864 erano presenti in numero di sette nelle piantagioni di Bacolod, Minuluan e Bago.
Nel 1890, come sopra accennato, l'isola di Negros fu divisa nelle due provincie di Occidental e Oriental e nel novembre 1898, anno dell'inizio della colonizzazione statunitense delle Filippine, le forze spagnole capitolarono contro le forze rivoluzionarie filippine guidate da Juan Araneta, che divenne Governatore delle due provincie che vennero riunite sotto un'unica amministrazione per poi tornare ad essere divise il 20 aprile 1901, sotto la nuova amministrazione coloniale statunitense.

## Economia

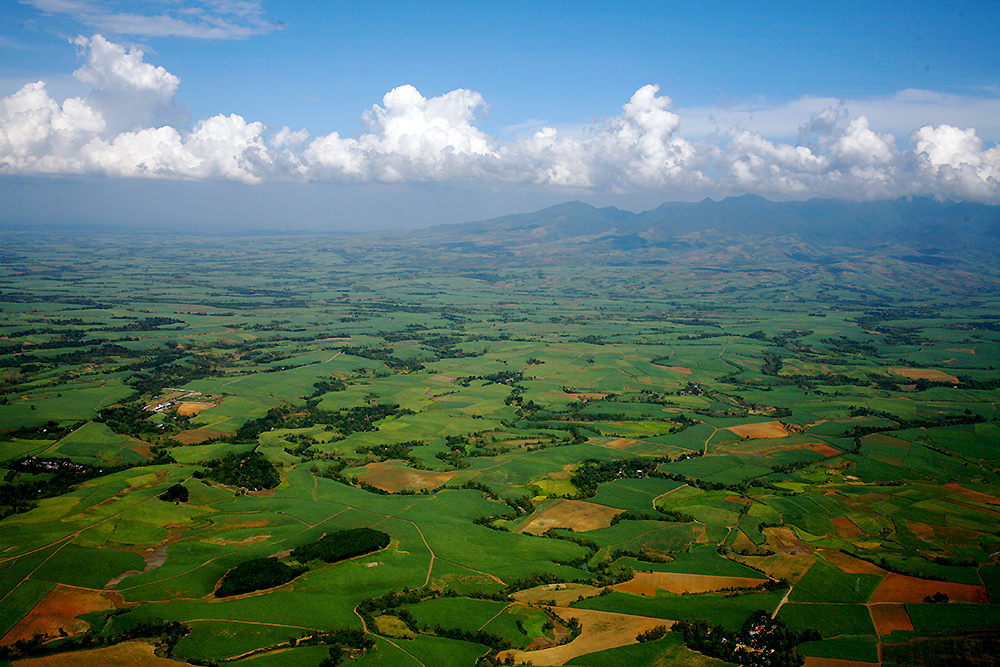
Canna da zucchero nei pressi di Bacolod

La provincia di Negros Occidental produce più della metà dello zucchero di tutte le Filippine. La produzione di canna da zucchero e la sua lavorazione sono al centro della grande parte delle attività di questa provincia che, anche per questo motivo, deve importare la maggior parte dei prodotti agricoli di altro tipo. Nella città di Victorias, nel nord, è attivo il più grande zuccherificio dell'isola di proprietà della Victorias Milling Company, Inc. mentre nella vicina Cadiz è fiorente l'attività legata alla pesca.
Presso Sipalay, nel sud della Provincia, è in grande sviluppo l'attività turistica con un numero crescente di resort presenti sulla costa, mentre la più grande miniera a cielo aperto di rame di tutto il Paese e che costituiva un forte indotto economico è ora abbandonata.

## Geografia antropica

### Suddivisioni amministrative
La provincia di Negros Occidental comprende 1 città indipendente, 12 città componenti e 19 municipalità.

#### Città indipendente
- Bacolod (HUC)

#### Città componenti
- Bago
- Cadiz
- Escalante
- Himamaylan
- Kabankalan
- La Carlota
- Sagay
- San Carlos
- Silay
- Sipalay
- Talisay
- Victorias

#### Municipalità
| - Binalbagan - Calatrava - Candoni - Cauayan - Enrique B. Magalona - Hinigaran - Hinoba-an - Ilog - Isabela - La Castellana | - Manapla - Moises Padilla - Murcia - Pontevedra - Pulupandan - Salvador Benedicto - San Enrique - Toboso - Valladolid |